# جيرسون كابرال
جيرسون كابرال (بالهولندية: Jerson Cabral)‏ (3 يناير 1991 بروتردام في هولندا - ) هو لاعب كرة قدم هولندي في مركز الهجوم. شارك مع منتخب هولندا تحت 17 سنة لكرة القدم ومنتخب هولندا تحت 19 سنة لكرة القدم ومنتخب هولندا تحت 21 سنة لكرة القدم. أما مع النوادي، فقد لعب مع أدو دين هاغ وتفينتي أنشخيدة وفاينورد وفيلم تو تيلبورغ.

## وصلات خارجية
- جيرسون كابرال على موقع الاتحاد الأوربي (الإنجليزية)
- جيرسون كابرال على موقع قاعدة بيانات كرة القدم.إي يو (الإنجليزية)
- جيرسون كابرال على موقع Soccerbase.com (لاعب) (الإنجليزية)
- جيرسون كابرال على موقع Soccerway.com (الإنجليزية)
- جيرسون كابرال على موقع AS.com (الإسبانية)